# Internationale Filmfestspiele von Cannes 2022
Die 75. Internationalen Filmfestspiele von Cannes fanden vom 17. bis 28. Mai 2022 statt. Das Festival hatte im Vorjahr aufgrund der COVID-19-Pandemie von seinem regulären Mai-Termin in den Juli verschoben werden müssen. Es stand 2022 ein letztes Mal unter der Leitung von Präsident Pierre Lescure, während Thierry Frémaux als Generaldelegierter für die künstlerische Leitung verantwortlich war.

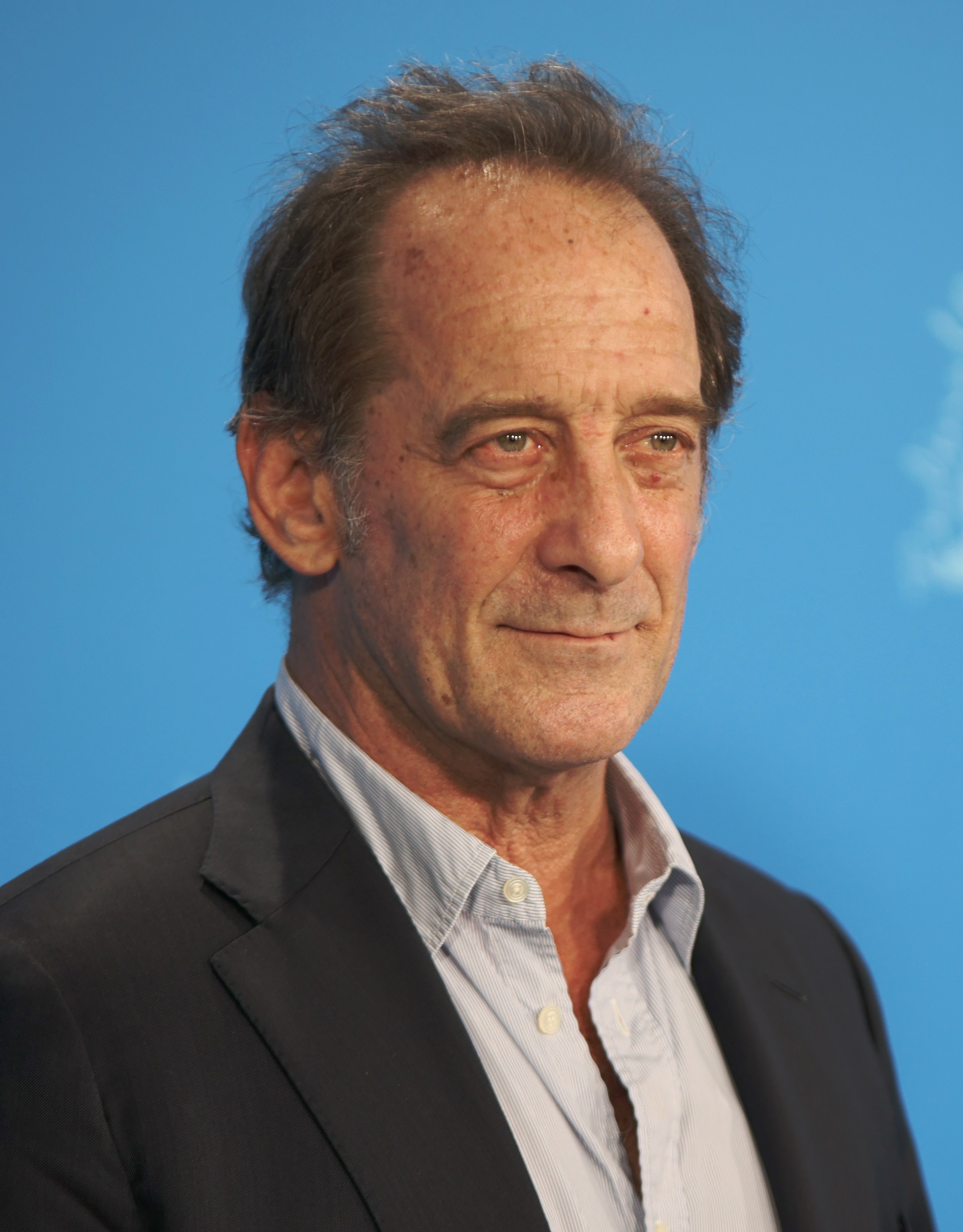
Jurypräsident Vincent Lindon

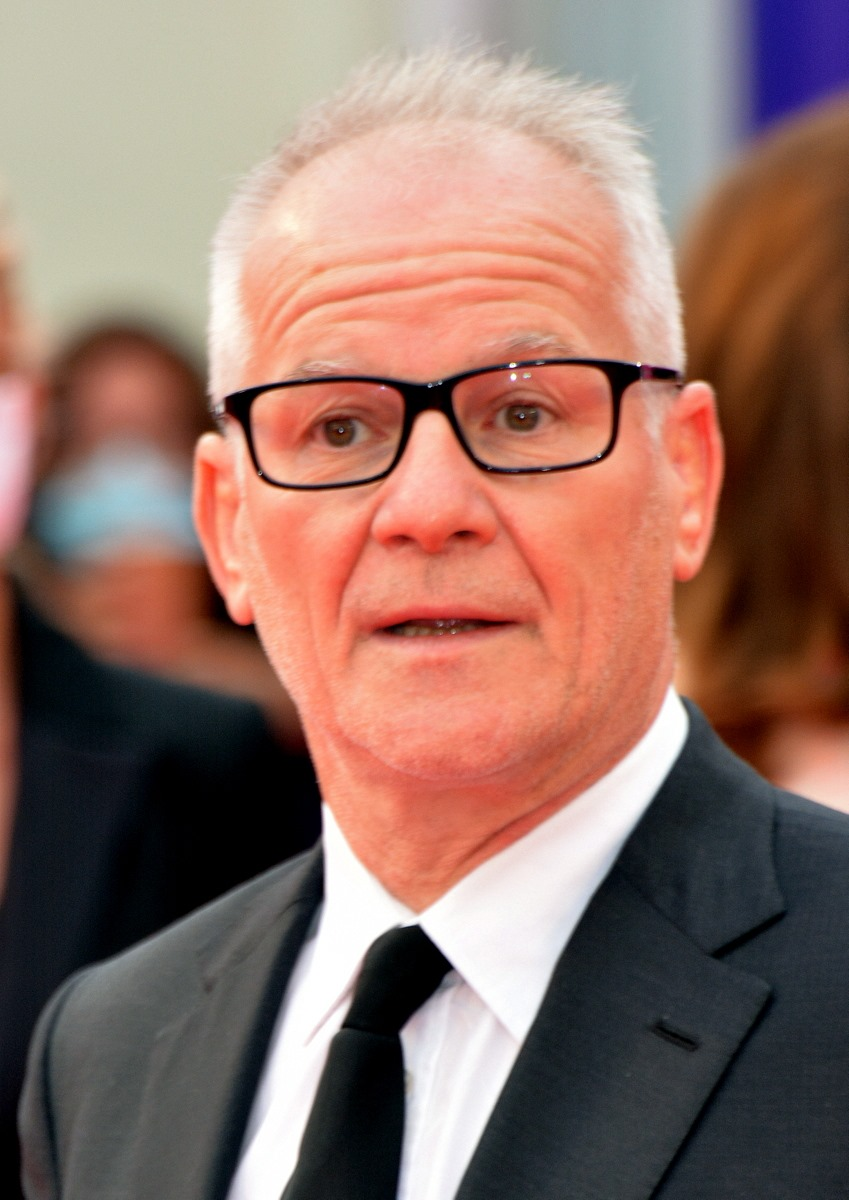
Thierry Frémaux, künstlerischer Leiter des Filmfestivals

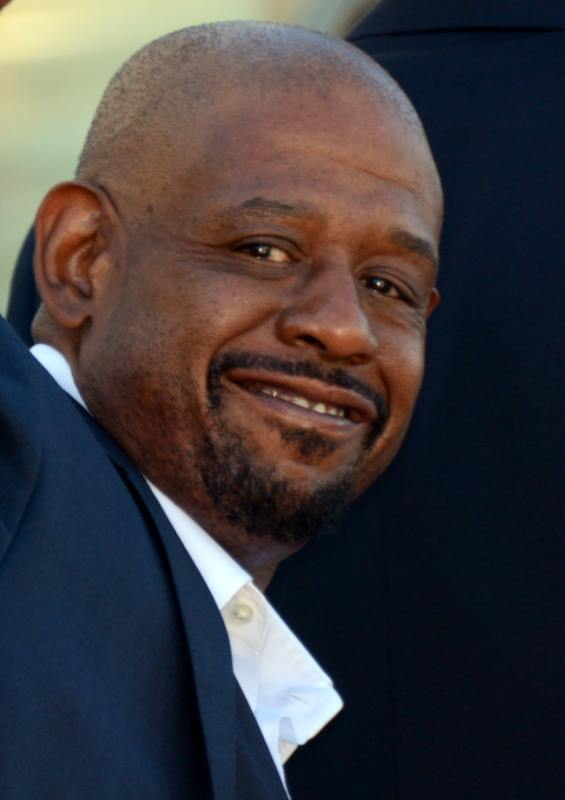
Ehrenpreisträger Forest Whitaker

Das Amt des Jurypräsidenten für den Internationalen Wettbewerb, in dem unter anderem die Goldene Palme für den besten Film des Festivals an Triangle of Sadness von Ruben Östlund vergeben wurde, übernahm der französische Schauspieler Vincent Lindon. In den offiziellen Sektionen wurden ab Mitte April 2022 die Beiträge bekannt gegeben. Eröffnet wurde das Festival mit der französischen Horrorkomödie Final Cut of the Dead von Michel Hazanavicius, die außer Konkurrenz gezeigt wurde.
Als Moderatorin („maîtresse de cérémonie“) der Auftaktzeremonie und der abschließenden Preisgala wurde die Schauspielerin Virginie Efira ausgewählt. Bereits als Laureat fest stand der US-amerikanische Schauspieler Forest Whitaker, dem bei der Eröffnungsgala der Ehrenpreis des Festivals (Palme d’or d’honneur) verliehen wurde. Per Video zugeschaltet wurde der ukrainische Präsident Wolodymyr Selenskyj, der in einer Rede einen Vergleich zu Charlie Chaplins Film Der große Diktator zog, um das Kino dazu aufzurufen, angesichts des russischen Überfalls auf die Ukraine nicht „zu schweigen“. Eröffnet wurde das Festival von der Schauspielerin Julianne Moore.

## Hintergrund
Die Festivalleitung verurteilte den russischen Überfall auf die Ukraine. Weder offizielle russische Delegationen noch Personen, die mit der russischen Regierung in Verbindung stehen, wurden eingeladen. Die Erklärung schließt nicht die Einladung einzelner russischer Filmemacher oder russischer Filmbeiträge aus (als einziger russischer Beitrag wurde der Wettbewerbsfilm Schena Tschaikowskowo (Tchaikovsky’s Wife) von Kirill Serebrennikow eingeladen). Sie wird u. a. auch von den Festival-Nebensektionen Semaine internationale de la critique und Quinzaine des réalisateurs getragen. Die Europäische Filmakademie (EFA) hatte am selben Tag bekannt gegeben, russische Filmbeiträge für ihre Preisverleihung Ende 2022 zu boykottieren. Der ukrainische Filmproduzent Denis Iwanow gab in einem offenen Brief zu bedenken, dass alle russischen Filmproduktionen eine Art staatliche Förderung erhalten oder auch finanziell von russischen Oligarchen unterstützt würden, unabhängig von den politischen Ansichten der Filmemacher. Der ukrainische Regisseur Oleh Senzow rief ebenfalls zu einem Boykott des russischen Kinos auf. Mit den Dokumentarfilmen Mariupolis 2 (Regie: Mantas Kvedaravičius) und The Natural History of Destruction (Regie: Sergei Loznitsa) als Sonderaufführungen sowie den Spielfilmen Batschennja metelyka (Butterfly Vision) von Maksym Nakonetschnyj (Un Certain Regard) und Pamfir von Dmytro Sucholytkyj-Sobtschuk (Quinzaine des réalisateurs) wurden auch Beiträge von ukrainischen Filmemachern bzw. über den russischen Krieg in der Ukraine in Nebensektionen eingeladen.
Als neue Werbepartner für die 75. Auflage wurden die Medienunternehmen Brut und France Télévisions sowie BMW und Campari gewonnen. Der deutsche Automobilhersteller sollte im Rahmen der 2019 verabschiedeten Umweltpolitik des Festivals eine Flotte von exklusiven Elektroautos und Hybridwagen zur Verfügung stellen.

## Offizielle Auswahl

### Internationaler Wettbewerb
Das vollständige Programm wurde auf einer Pressekonferenz am 14. April 2022 in Paris vorgestellt. 17 Beiträge wurden am 21. April 2022 nachgemeldet. Die Einreichung von Spielfilmen konnte bis 11. März, von Kurzfilmen bis 2. März 2022 erfolgen.
| 2022 zum wiederholten Mal in den Wettbewerb um die Goldene Palme eingeladen (* = ehemalige Gewinner der Goldenen Palme) |             |
| Regisseur/-in | Einladungen |
| Dardenne-Brüder* | 9           |
| Desplechin | 7           |
| Cronenberg, Koreeda*, Skolimowski                                                                                       | 6           |
| Gray | 5           |
| Mungiu*, Park | 4           |
| Serebrennikow | 3           |
| Bruni Tedeschi, Denis, Martone, Östlund*                                                                                | 2           |

#### Wettbewerbsjury
Als Nachfolger von Spike Lee, dem Jurypräsident des Vorjahres, wurde Ende April 2022 für die 75. Auflage Vincent Lindon bekannt gegeben. Der französische Schauspieler war seit 1987 mit neun Spielfilmen in Cannes vertreten. Im Jahr 2015 gewann er den Darstellerpreis für Der Wert des Menschen. Zuletzt hatte er 2021 in dem mit der Goldenen Palme preisgekrönten Spielfilm Titane von Julia Ducournau die männliche Hauptrolle bekleidet.
Jurypräsident Vincent Lindon standen bei der Vergabe der Festivalpreise acht Jurymitglieder zur Seite, die am selben Tag benannt wurden:
- Rebecca Hall, britisch-US-amerikanische Schauspielerin und Filmemacherin
- Deepika Padukone, indische Schauspielerin
- Noomi Rapace, schwedische Schauspielerin
- Jasmine Trinca, italienische Schauspielerin und Filmregisseurin
- Asghar Farhadi, iranischer Filmemacher (viermaliger Teilnehmer am Wettbewerb, Großer Preis der Jury 2021)
- Ladj Ly, französischer Filmemacher und Schauspieler (Teilnehmer am Wettbewerb 2019)
- Jeff Nichols, US-amerikanischer Filmemacher (zweimaliger Teilnehmer am Wettbewerb)
- Joachim Trier, norwegischer Filmemacher (zweimaliger Teilnehmer am Wettbewerb)

#### Spielfilme
Insgesamt wurden 21 Filmproduktionen in den Wettbewerb eingeladen, darunter vier Projekte von vorherigen Wettbewerbssiegern und die im Vergleich außergewöhnlich hohe Anzahl von fünf Filmemacherinnen. Die bisherige Bestmarke hatte 2011, 2019 und 2021 bei vier Regisseurinnen gelegen. Neun Filmemacher konkurrierten zum ersten Mal um den Hauptpreis.
| Film                                                                   | Regie                                         | Land                                        | Darsteller (Auswahl)                                                                  |
| ---------------------------------------------------------------------- | --------------------------------------------- | ------------------------------------------- | ------------------------------------------------------------------------------------- |
| Armageddon Time                                                        | James Gray                                    | USA                                         | Anne Hathaway, Anthony Hopkins, Jeremy Strong, Domenick Lombardozzi, Tovah Feldshuh   |
| Broker (브로커)                                                        | Hirokazu Koreeda                              | Südkorea                                    | Song Kang-ho, Bae Doona, Gang Dong-won, Lee Ji-eun                                    |
| Bruder und Schwester (Frère et sœur)                                   | Arnaud Desplechin                             | Frankreich                                  | Marion Cotillard, Melvil Poupaud                                                      |
| Close                                                                  | Lukas Dhont                                   | Belgien, Frankreich, Niederlande            | Léa Drucker, Émilie Dequenne                                                          |
| Crimes of the Future                                                   | David Cronenberg                              | Kanada, Griechenland                        | Kristen Stewart, Léa Seydoux, Viggo Mortensen, Scott Speedman                         |
| EO                                                                     | Jerzy Skolimowski                             | Polen, Italien                              | Sandra Drzymalska, Mateusz Kościukiewicz, Isabelle Huppert                            |
| Forever Young (Les Amandiers)                                          | Valeria Bruni Tedeschi                        | Frankreich                                  | Louis Garrel, Micha Lescot, Mehdi Dehbi                                               |
| Die Frau im Nebel (Decision to Leave / 헤어질 결심 / Heeojil gyeolsim) | Park Chan-wook                                | Südkorea                                    | Tang Wei, Go Kyung-pyo, Park Hae-il                                                   |
| Holy Spider                                                            | Ali Abbasi                                    | Dänemark, Deutschland, Schweden, Frankreich | Zahra Amir Ebrahimi, Mehdi Bajestani                                                  |
| Die Kairo Verschwörung (Boy from Heaven)                               | Tarik Saleh                                   | Schweden, Frankreich, Finnland, Dänemark    | Tawfeek Barhom, Fares Fares                                                           |
| Leila’s Brothers (برادران لیلا)                                        | Saeed Roustayi                                | Iran                                        | Taraneh Alidoosti, Saeed Poursamimi, Navid Mohammadzadeh, Payman Maadi, Farhad Aslani |
| Nostalgia                                                              | Mario Martone                                 | Italien, Frankreich                         | Pierfrancesco Favino, Sofia Essaïdi, Tommaso Ragno                                    |
| Le otto montagne (The Eight Mountains)                                 | Felix Van Groeningen, Charlotte Vandermeersch | Italien, Belgien, Frankreich                | Alessandro Borghi, Luca Marinelli, Elena Lietti                                       |
| Pacifiction – Tourment sur les îles                                    | Albert Serra                                  | Frankreich, Spanien, Deutschland, Portugal  | Benoît Magimel, Sergi López, Laura Poulvet                                            |
| Un petit frère (Mother and Son)                                        | Léonor Serraille                              | Frankreich                                  | Annabelle Lengronne, Ahmed Sylla, Stéphane Bak                                        |
| R.M.N.                                                                 | Cristian Mungiu                               | Rumänien                                    | Marin Grigore, Judith State                                                           |
| Showing Up                                                             | Kelly Reichardt                               | USA                                         | Michelle Williams, Amanda Plummer, John Magaro, James Le Gros, Judd Hirsch, Hong Chau |
| Stars at Noon                                                          | Claire Denis                                  | Frankreich                                  | Margaret Qualley, Joe Alwyn                                                           |
| Tori et Lokita (Tori and Lokita)                                       | Jean-Pierre Dardenne, Luc Dardenne            | Belgien, Frankreich                         | Pablo Schils, Joely Mbundu, Claire Bodson, Baptiste Sornin                            |
| Triangle of Sadness                                                    | Ruben Östlund                                 | Schweden                                    | Woody Harrelson, Harris Dickinson, Charlbi Dean                                       |
| Zhena Chaikovskogo (Жена Чайковского / Tchaikovsky’s Wife)             | Kirill Serebrennikow                          | Russland, Frankreich, Schweiz               | Aljona Michailowa, Odin Biron, Miron Fjodorow                                         |

Außer Konkurrenz
- Final Cut of the Dead (Coupez!), Eröffnungsfilm – Regie: Michel Hazanavicius (Frankreich) – mit Matilda Lutz, Bérénice Bejo, Romain Duris, Luàna Bajrami, Finnegan Oldfield, Grégory Gadebois
- Elvis – Regie: Baz Luhrmann (Australien) – mit Austin Butler, Tom Hanks, Olivia DeJonge
- Mascarade – Regie: Nicolas Bedos (Frankreich) – mit Pierre Niney, Isabelle Adjani, François Cluzet
- November – Regie: Cédric Jimenez (Frankreich) – mit Jean Dujardin, Anaïs Demoustier, Sandrine Kiberlain, Jérémie Renier
- Three Thousand Years of Longing – Regie: George Miller (Australien) – mit Idris Elba, Tilda Swinton
- Top Gun: Maverick – Regie: Joseph Kosinski (USA) – mit Tom Cruise, Val Kilmer, Miles Teller, Glen Powell, Ed Harris, Jon Hamm
- Verkehrte Welt – Regie: Louis Garrel (Frankreich) – mit  Louis Garrel, Anouk Grinberg, Noémie Merlant

Cannes Premières
Diese Reihe wurde erstmals bei der Auflage 2021 für Filme eingeführt, für die kein Platz im Wettbewerb war.
- As bestas (The Beasts) – Regie: Rodrigo Sorogoyen (Spanien, Frankreich) – mit Denis Ménochet, Marina Foïs, Luis Zahera
- Tagebuch einer Pariser Affäre (Chronique d’une liaison passagère) – Regie: Emmanuel Mouret (Frankreich) – mit Sandrine Kiberlain, Vincent Macaigne
- Dodo – Regie: Panos H. Koutras (Griechenland, Belgien, Frankreich) – mit Akis Sakellariou, Smaragda Karydi, Marisha Triantafyllidou
- Don Juan – Regie: Serge Bozon (Frankreich, Belgien) – mit Tahar Rahim, Virginie Efira, Alain Chamfort
- Esterno notte (Nightfall) – Regie: Marco Bellocchio (Italien / Fernsehserie) – mit Fabrizio Gifuni, Margherita Buy, Toni Servillo
- Irma Vep – Regie: Olivier Assayas (Frankreich, USA / Fernsehserie) – mit Alicia Vikander, Lars Eidinger, Vincent Lacoste, Jeanne Balibar, Hippolyte Girardot, Vincent Macaigne
- Nos frangins – Regie: Rachid Bouchareb (Frankreich) – mit Reda Kateb, Lyna Khoudri, Raphaël Personnaz, Samir Guesmi
- In der Nacht des 12. (La nuit du 12) – Regie: Dominik Moll (Frankreich, Belgien) – mit Bastien Bouillon, Bouli Lanners, Anouk Grinberg

Mitternachtsaufführungen (Séances de minuit)
- Fumer fait tousser (Smoker’s Cough) – Regie: Quentin Dupieux (Frankreich) – mit Gilles Lellouche, Vincent Lacoste, Anaïs Demoustier, Jean-Pascal Zadi, Oulaya Amamra
- Hunt (헌트) – Regie: Lee Jung-jae (Südkorea) – mit Lee Jung-jae, Jung Woo-sung, Jeon Hye-jin, Heo Sung-tae
- Moonage Daydream – Regie: Brett Morgen (USA) – Dokumentarfilm über David Bowie
- Rebel – Regie: Adil El Arbi, Bilall Fallah (Belgien, Luxemburg, Frankreich) – mit Amir El Arbi, Aboubakr Bensaihi, Lubna Azabal

Sonderaufführungen (Séances spéciales)
- All That Breathes – Regie: Shaunak Sen (Indien, USA, Vereinigtes Königreich) – mit Mohammad Saud, Nadeem Shehzad
- For the Sake of Peace – Regie: Christophe Castagne, Thomas Sametin (USA, Frankreich) – Dokumentarfilm
- Jerry Lee Lewis: Trouble in Mind – Regie: Ethan Coen (USA) – Dokumentarfilm
- Marcel! – Regie: Jasmine Trinca (Italien, Frankreich) – mit Maayane Conti, Alba Rohrwacher
- Mariupolis 2 – Regie: Mantas Kvedaravičius (Litauen, Frankreich, Deutschland) – Dokumentarfilm (postume Aufführung)
- Mi pais imaginario (My Imaginary Country) – Regie: Patricio Guzmán (Frankreich, Chile) – Dokumentarfilm
- The Natural History of Destruction – Regie: Sergei Loznitsa (Deutschland, Litauen, Niederlande) – Dokumentarfilm
- Le petit Nicolas – Qu’est-ce qu’on attend pour être heureux? (Frankreich, Luxemburg) – Regie: Amandine Fredon, Benjamin Massoubre (Frankreich) – Animationsfilm
- Restos do vento (Remains of the Wind) – Regie: Tiago Guedes (Portugal, Frankreich) – mit Nuno Lopes, Albano Jerónimo, Edgar Morais
- Riposte féministe – Regie: Marie Perennès, Simon Depardon (Frankreich) – Dokumentarfilm
- Salam – Regie: Houda Benyamina, Anne Cissé, Mélanie Diam's – mit Mélanie Diam's
- The Vagabonds – Regie: Doroteya Droumeva (Deutschland) – mit Jonathan Elias Weiske, Magnús Mariuson, Lisa-Katrina Mayer

### Un Certain Regard
In der Reihe Un Certain Regard (deutsch „Ein gewisser Blick“) werden vornehmlich Werke von weniger bekannten Filmemachern gezeigt, die mit einem 30.000 Euro dotierten Preis ausgezeichnet werden.
Als Jurypräsidentin der Sektion wurde Valeria Golino ausgewählt. Die italienische Schauspielerin und Filmemacherin konkurrierte mit ihren Regiearbeiten zweimal in der Sektion.
Neben Golino wurden folgende Jurymitglieder berufen:
- Benjamin Biolay, französischer Musiker und Schauspieler
- Debra Granik, US-amerikanische Filmemacherin
- Joanna Kulig, polnische Schauspielerin
- Édgar Ramírez, venezolanischer Schauspieler

Als Eröffnungsfilm wurde Tirailleurs (Father & soldier) ausgewählt.
| Film                                            | Regie                      | Land                                                       | Darsteller (Auswahl)                                                                             |
| ----------------------------------------------- | -------------------------- | ---------------------------------------------------------- | ------------------------------------------------------------------------------------------------ |
| All The People I’ll Never Be (Retour à Séoul)   | Davy Chou                  | Frankreich, Deutschland, Belgien, Qatar                    | Park Ji-min, Oh Kwang-rok, Guka Han, Seo Yeong-kim                                               |
| Batschennja metelyka (Butterfly Vision)         | Maksym Nakonetschnyj       | Ukraine, Tschechische Republik, Kroatien, Schweden         | Rita Burkowska, Ljubomyr Waliwoz                                                                 |
| Das Blau des Kaftans (Le bleu du caftan)        | Maryam Touzani             | Marokko, Frankreich, Belgien                               | Saleh Bakri, Lubna Azabal, Ayoub Missioui                                                        |
| Corsage                                         | Marie Kreutzer             | Österreich, Luxemburg, Deutschland, Frankreich             | Vicky Krieps, Katharina Lorenz, Jeanne Werner, Florian Teichtmeister, Manuel Rubey, Aaron Friesz |
| Domingo y la niebla (Domingo And The Mist)      | Ariel Escalante Meza       | Costa Rica, Qatar                                          | Carlos Ureña, Sylvia Sossa                                                                       |
| Harka                                           | Lotfy Nathan               | Frankreich, Luxemburg, Tunesien, Belgien                   | Adam Bessa                                                                                       |
| Joyland                                         | Saim Sadiq                 | Pakistan                                                   | Sana Jafri, Ali Junejo                                                                           |
| Kurak Günler (Burning Days)                     | Emin Alper                 | Türkei, Frankreich, Deutschland, Niederlande, Griechenland | Selahattin Paşalı, Ekin Koç, Erol Babaoğlu                                                       |
| Mediterranean Fever                             | Maha Haj                   | Palästina, Deutschland, Frankreich, Zypern, Qatar          | Amer Hlehel, Ashraf Farah, Anat Hadid                                                            |
| Mehr denn je (Plus que jamais)                  | Emily Atef                 | Deutschland, Norwegen, Luxemburg, Frankreich               | Vicky Krieps, Gaspard Ulliel, Jesper Christensen, Liv Ullmann, Ulrich Tukur                      |
| Metronom                                        | Alexandru Belc             | Rumänien, Frankreich                                       | Mara Bugarin, Șerban Lazarovici, Vlad Ivanov, Mihai Călin, Andreea Bibiri                        |
| Les pires (The Worst Ones)                      | Lise Akoka, Romane Gueret  | Frankreich                                                 | Esther Archambault, Mallory Wanecques, Timéo Mahaut, Johan Heldenbergh                           |
| Plan 75                                         | Chie Hayakawa              | Japan, Frankreich, Philippinen                             | Chieko Baisho, Hayato Isomura, Yūmi Kawai                                                        |
| Rodeo (Rodéo)                                   | Lola Quivoron              | Frankreich                                                 | Julie Ledru, Yanis Lafki, Louis Sotton, Junior Correia                                           |
| Sick of Myself (Syk Pike)                       | Kristoffer Borgli          | Norwegen, Schweden                                         | Kristine Kujath Thorp, Eirik Sæther                                                              |
| The Silent Twins                                | Agnieszka Smoczyńska       | Polen, Vereinigtes Königreich                              | Letitia Wright, Tamara Lawrance, Amarah-Jae St. Aubyn                                            |
| The Stranger                                    | Thomas M. Wright           | Australien                                                 | Sean Harris, Joel Edgerton, Ewen Leslie                                                          |
| Tirailleurs (Eröffnungsfilm) (Father & soldier) | Mathieu Vadepied           | Frankreich, Senegal                                        | Omar Sy, Alassane Diong, Jonas Bloquet                                                           |
| Vanskabte Land / Volaða Land (Godland)          | Hlynur Pálmason            | Dänemark, Island, Frankreich, Schweden                     | Hilmar Guðjónsson, Ída Mekkín Hlynsdóttir, Elliott Crosset Hove, Jacob Lohmann                   |
| War Pony                                        | Riley Keough, Gina Gammell | USA                                                        | Jojo Bapteise Whiting, Ladainian Crazy Thunder                                                   |

### Kurzfilmwettbewerb
Insgesamt wurden 3507 Kurzfilme aus mehr als 140 Ländern eingereicht, aus denen neun Beiträge ausgewählt wurden.
| Film                                                 | Regie               | Land                | Länge (in min) |
| ---------------------------------------------------- | ------------------- | ------------------- | -------------- |
| Le feu au lac (Fire at the Lake)                     | Pierre Menahem      | Frankreich          | 15’            |
| Gakjil (Persona)                                     | Sujin Moon          | Südkorea            | 6’             |
| Hai Bian Sheng Qi Yi Zuo Xuan Ya (The Water Murmurs) | Jianying Chen       | Volksrepublik China | 14’            |
| Lori (Melancholy of my Mother’s Lullabie)            | Abinash Bikram Shah | Nepal               | 14’            |
| Luz nocturna (Night Light)                           | Kim Torres          | Costa Rica          | 14’            |
| Po Sui Tai Yang Zhi Xin (A Short Story)              | Bi Gan              | Volksrepublik China | 14’            |
| Same Old                                             | Lloyd Lee Choi      | USA                 | 15’            |
| Tsutsuɛ                                              | Amartei Armar       | Ghana, Frankreich   | 15’            |
| Uogos (Cherries)                                     | Vytautas Katkus     | Litauen             | 15’            |

### La Cinéf
Für die 1998 ins Leben gerufene Reihe La Cinéf (früherer Titel Cinéfondation) werden Kurzfilmarbeiten aus der ganzen Welt ausgewählt, darunter sowohl Animations- als auch Realfilme. Das Programm richtet sich an Filmstudenten. Als Jury fungiert die Kurzfilmjury. Für die 25. Auflage im Jahr 2022 wurden 16 Beiträge (darunter drei Animationsfilme) aus 1528 Einreichungen von Filmhochschulen aus der ganzen Welt ausgewählt. Vier Schulen sind zum ersten Mal in der Sektion vertreten.
| Film                                                                                    | Regie             | Land (Hochschule)                                                                                     | Länge (in min) |
| --------------------------------------------------------------------------------------- | ----------------- | --- | -------------- |
| 100% Flået Kærlighed (That's Amore)                                                     | Malthe Saxer      | Dänemark (Den Danske Filmskole)                                                                       | 49’            |
| Il barbiere complottista (A Conspiracy Man)                                             | Valerio Ferrara   | Italien (Centro Sperimentale di Cinematografia)                                                       | 19’            |
| Chlieb náš každodenný (Liquid Bread)                                                    | Alica Bednáriková | Slowakei (Hochschule für Musische Künste Bratislava (VŠMU) – Film- und Fernsehfakultät)               | 26’            |
| Di er (We Are Not There Tomorrow)                                                       | Li Jiahe          | Volksrepublik China (Hebei University of Science and Technology, School of Film and Television China) | 23’            |
| Feng Zheng (The Silent Whistle)                                                         | Li Yingtong       | USA (Emerson College)                                                                                 | 18’            |
| Glorious Revolution                                                                     | Masha Novikova    | Vereinigtes Königreich (London Film School)                                                           | 20’            |
| Hajszálrepedés (Craze)                                                                  | Blanka Szelestey  | Ungarn (Eötvös-Loránd-Universität – Filmfakultät)                                                     | 22’            |
| Les humains sont cons quand ils s’empilent (Humans Are Dumber When Crammed Up Together) | Laurène Fernandez | Frankreich (CinéFabrique)                                                                             | 4’             |
| Jutro Nas Tam Nie Ma (We Are Not There Tomorrow)                                        | Olga Kłyszewicz   | Polen (Staatliche Hochschule für Film, Fernsehen und Theater Łódź)                                    | 8’             |
| Mistida                                                                                 | Falcão Nhaga      | Portugal (Escola Superior de Teatro e Cinema)                                                         | 30’            |
| Mumlife                                                                                 | Ruby Challenger   | Australien (Australian Film Television and Radio School)                                              | 15’            |
| Nauha                                                                                   | Pratham Khurana   | Indien (Whistling Woods International)                                                                | 26’            |
| The Pass                                                                                | Pepi Ginsberg     | USA (New York University)                                                                             | 15’            |
| Sheherut (Kinship)                                                                      | Orin Kadoori      | Israel (Steve Tisch School of Film and Television & Television Tel Aviv University)                   | 24’            |
| Spring Roll Dream                                                                       | Mai Vu            | Vereinigtes Königreich (National Film and Television School)                                          | 9’             |
| Tout ceci vous reviendra (All of This Belongs to You)                                   | Lilian Fanara     | Frankreich (La Fémis)                                                                                 | 29’            |

## Nebenreihen

### Semaine de la critique
Parallel zur Vergabe der Goldenen Palme widmet sich die seit 1962 bestehende Nebensektion Semaine de la critique (18. bis 26. Mai 2022) der Entdeckung neuer Talente. Ausgerichtet vom Syndicat français de la critique de cinéma konkurrieren ausschließlich Erstlingsfilme oder Zweitwerke junger Regisseure. Der Wettbewerb umfasste in der Vergangenheit rund sieben Spielfilme und Kurzfilmarbeiten, die seit 1990 mit verschiedenen Preisen ausgezeichnet werden. Der Jury steht die tunesische Filmemacherin Kaouther Ben Hania vor. Zu den weiteren Jurymitgliedern gehören die französisch-griechische Schauspielerin und Filmemacherin Ariane Labed, der isländische Regisseur Benedikt Erlingsson, der belgische Kameramann Benoît Debie und Huh Moon-yung, südkoreanischer Journalist und Leiter des Busan International Film Festival.
Spiel- und Kurzfilme konnten bis zum 18. März 2022 für die 61. Auflage eingereicht werden. Die Frist wurde nachträglich verlängert. Der Spielplan soll Anfang Mai 2022 vorgestellt werden.
Das offizielle Programm wurde im April 2022 vorgestellt.
| Film                                   | Regie                 | Land                          | Darsteller (Auswahl)                                        |
| -------------------------------------- | --------------------- | ----------------------------- | ----------------------------------------------------------- |
| Aftersun                               | Charlotte Wells       | Vereinigtes Königreich, USA   | Paul Mescal, Frankie Corio, Celia Rowlson-Hall              |
| Alma Viva                              | Cristèle Alves Meira  | Portugal, Frankreich, Belgien | Lua Michel, Ana Padrão, Jacqueline Corado                   |
| Dalva (Love According to Dalva)        | Emmanuelle Nicot      | Belgien, Frankreich           | Zelda Samson, Alexis Manenti, Fanta Guirassi                |
| La jauría                              | Andrés Ramírez Pulido | Kolumbien, Frankreich         | Jhojan Estiven Jimenez, Maicol Andrés Jimenez, Miguel Viera |
| Metsurin tarina (The Woodcutter Story) | Mikko Myllylahti      | Finnland                      | Jarkko Lahti, Omar Abdi, Hannu-Pekka Björkman               |
| Nos cérémonies (Summer Scars)          | Simon Rieth           | Frankreich                    | Raymond Baur, Simon Baur, Maïra Villena                     |
| Tasavor (Imagine)                      | Ali Behrad            | Iran                          | Leila Hatami, Mehrdad Sedighian                             |

| Film                                                                            | Regie                        | Land                                         | Länge (in min) |
| ------------------------------------------------------------------------------- | ---------------------------- | -------------------------------------------- | -------------- |
| Canker                                                                          | Lin Tu                       | Volksrepublik China                          | 13’            |
| Las criaturas que se derriten bajo el sol (Les créatures qui fondent au soleil) | Diego Céspedes               | Chile, Frankreich                            | 16’            |
| Cuerdas (Chords)                                                                | Estibaliz Urresola Solaguren | Spanien                                      | 30’            |
| Dang Wo Wang Xiang Ni De Shi Hou (Will You Look At Me / Regarde-Moi)            | Shuli Huang                  | Volksrepublik China                          | 20’            |
| Ice Merchants                                                                   | João Gonzalez                | Portugal, Vereinigtes Königreich, Frankreich | 14’            |
| It’s Nice in Here                                                               | Robert-Jonathan Koeyers      | Niederlande                                  | 15’            |
| Nisam je stigao voljeti (I Didn’t Make It To Love Her)                          | Anna Fernandez De Paco       | Bosnien, Spanien, Vereinigtes Königreich     | 17’            |
| Στον Θρονο Του Ξερξη (On Xerxes' throne / Sur le trône de Xerxès)               | Evi Kalogiropoulou           | Griechenland                                 | 15’            |
| Raie Manta (Manta Ray)                                                          | Anton Bialas                 | Frankreich                                   | 30’            |
| Swan dans le centre (Swan in the center)                                        | Iris Chassaigne              | Frankreich                                   | 25’            |

Sonderaufführungen
- Eröffnungsfilm:

- When You Finish Saving the World – Regie: Jesse Eisenberg (USA) – mit Finn Wolfhard, Julianne Moore

- Goutte d’or (Son of Ramses) – Regie: Clément Cogitore (Frankreich) – mit Karim Leklou, Malik Zidi
- Tout le monde aime Jeanne (Everybody loves Jeanne) – Regie: Céline Devaux (Frankreich, Portugal) – mit Blanche Gardin, Laurent Lafitte, Maxence Tual, Nuno Lopes, Marthe Keller
- Abschlussfilm:

- Da-eum-so-hee (Next Sohee) – Regie: Jung July (Südkorea) – mit Doona Bae, Kim Si-eun

- Kurzfilme:

- AMO – Regie: Emmanuel Gras (Frankreich) – 20 min
- Hideous – Regie: Yann Gonzalez (Vereinigtes Königreich) – 22 min
- Scale – Regie: Joseph Pierce (Frankreich, Vereinigtes Königreich, Tschechische Republik, Belgien) – 15 min

### Quinzaine des réalisateurs
Die Nebenreihe Quinzaine des réalisateurs (dt.: „Zwei Wochen der Regisseure“) wurde 1969 in Anlehnung an die ein Jahr zuvor stattgefundenen Maiunruhen ins Leben gerufen und wird von der Société des réalisateurs de films (SRF) organisiert. Gezeigt werden französische und ausländische Kurz-, Mittel- und Langfilme (sowohl Dokumentar- als auch Spielfilme), ohne dass ein Preis vergeben wird. Die in dieser Sektion aufgeführten ersten langen Spielfilme sind jedoch ebenfalls für die Caméra d’Or zugelassen, sowie die ersten langen Dokumentarfilme für das Oeil d’Or (Preis für den ersten langen Dokumentarfilm, der über alle Sektionen der Filmfestspiele Cannes hinweg vergeben wird).
Als Eröffnungsfilm wurde die europäische Koproduktion L’envol (Scarlet) von Pietro Marcello, als Abschlussfilm Le parfum vert von Nicolas Pariser ausgewählt. Das vollständige Programm wurde am 18. April 2022 präsentiert.
| Film                                                               | Regie                                  | Land                                            | Darsteller (Auswahl) / Anmerkung                                  |
| ------------------------------------------------------------------ | -------------------------------------- | ----------------------------------------------- | ----------------------------------------------------------------- |
| 1976                                                               | Manuela Martelli                       | Chile                                           | Tamara Acosta, Alejandro Goic, Roberto Farías                     |
| El agua (The Water)                                                | Elena López Riera                      | Spanien, Frankreich, Schweiz                    | Bárbara Lennie, Nieve de Medina                                   |
| An einem schönen Morgen (Un beau matin / One Fine Morning)         | Mia Hansen-Løve                        | Frankreich, Deutschland                         | Léa Seydoux, Pascal Greggory, Nicole Garcia                       |
| Les années super 8 (The Super 8 Years)                             | Annie Ernaux, David Ernaux-Briot       | Frankreich                                      | Dokumentarfilm                                                    |
| Ashkal                                                             | Youssef Chebbi                         | Frankreich, Tunesien                            |                                                                   |
| The Five Devils (Les cinq diables)                                 | Léa Mysius                             | Frankreich                                      | Sally Dramé, Adèle Exarchopoulos, Swala Emati                     |
| The Dam (السّد / Al-Sadd / Le barrage)                              | Ali Cherri                             | Serbien, Deutschland, Sudan, Frankreich         | Maher El Khair                                                    |
| Nathalie – Überwindung der Grenzen (Continental Drift (South))     | Lionel Baier                           | Schweiz                                         | Isabelle Carré, Théodore Pellerin                                 |
| L’envol (Eröffnungsfilm) (Scarlet)                                 | Pietro Marcello                        | Frankreich, Italien, Russland, Deutschland      | Juliette Jouan, Louis Garrel, Noémie Lvovsky                      |
| Enys Men                                                           | Mark Jenkin                            | Vereinigtes Königreich                          | John Woodvine, Edward Rowe, Mary Woodvine                         |
| Falcon Lake                                                        | Charlotte Le Bron                      | Kanada, Frankreich                              | Joseph Engel, Arthur Igual, Sarah Montpetit                       |
| Fogo-Fátuo (Will-o’-the-Wisp / Feu follet)                         | João Pedro Rodrigues                   | Portugal                                        | Anabela Moreira, Margarida Vila-Nova, Miguel Loureiro             |
| Funny Pages                                                        | Owen Kline                             |                                                 |                                                                   |
| God’s Creatures                                                    | Anna Rose Holmer, Saela Davis          | USA, Vereinigtes Königreich, Irland             | Emily Watson, Paul Mescal, Aisling Franciosi                      |
| Les Harkis                                                         | Philippe Faucon                        | Belgien, Frankreich                             | Théo Cholbi, Omar Boulakirba, Amine Zorgane                       |
| De humani corporis fabrica libri septem                            | Verena Paravel, Lucien Castaing-Taylor | Schweiz, Vereinigtes Königreich                 | Dokumentarfilm                                                    |
| Men (Sonderaufführung)                                             | Alex Garland                           | Vereinigtes Königreich                          | Jessie Buckley, Rory Kinnear, Paapa Essiedu                       |
| La montagne (The Mountain)                                         | Thomas Salvador                        | Frankreich                                      | Thomas Salvador, Louise Bourgoin, Martine Chevallier              |
| Pamfir                                                             | Dmytro Sucholytkyj-Sobtschuk           | Ukraine, Frankreich, Luxemburg                  |                                                                   |
| Le parfum vert (Abschlussfilm) (The Green Perfume)                 | Nicolas Pariser                        | Frankreich                                      | Vincent Lacoste, Sandrine Kiberlain                               |
| Revoir Paris (Paris Memories)                                      | Alice Winocour                         | Frankreich                                      | Virginie Efira, Benoît Magimel, Grégoire Colin                    |
| Taht alshajra (تحت الشجرة / Under the Fig Trees / Sous les figues) | Erige Sehiri                           | Qatar, Frankreich, Schweiz, Tunesien            |                                                                   |
| Un varón (A Male)                                                  | Fabian Hernández                       | Kolumbien, Deutschland, Niederlande, Frankreich | Felipe Ramirez, Jonathan Steven Rodríguez, Juanita Carrillo Ortiz |

Die Einreichungsfrist für Kurzfilme und mittellange Produktionen wurde auf den 11. März, für Spielfilme auf den 25. März 2022 festgesetzt.

## Preisträger

### Wettbewerb – Bester Spielfilm
- Goldene Palme für den besten Film: Triangle of Sadness – Regie: Ruben Östlund
- Großer Preis der Jury ex aequo: Close von Lukas Dhont und Stars at Noon von Claire Denis
- Preis der Jury ex aequo: EO – Regie: Jerzy Skolimowski und Le otto  montagne – Regie: Felix Van Groeningen und Charlotte Vandermeersch
- Bester Darsteller: Song Kang-ho (Broker)
- Beste Darstellerin: Sahra Amir Ebrahimi (Holy Spider)
- Beste Regie: Park Chan-wook (Die Frau im Nebel)
- Bestes Drehbuch: Tarik Saleh (Die Kairo Verschwörung)
- Spezialpreis des 75. Filmfestivals: Tori et Lokita – Regie: Jean-Pierre und Luc Dardenne

### Weitere Auszeichnungen
- Goldene Ehrenpalme: Forest Whitaker[23], Tom Cruise[24]
- Europa Cinemas Award Quinzaine: One Fine Morning
- Grand Prix Semaine + SACD Screenplay: La Jauría
- Touch Jury Prize Semaine: Aftersun
- Rising Star Award Semaine: Love According to Dalva